# ایوان بولان
ایوان بولان (انگلیسی: Ivan Buljan؛ زادهٔ ۱۱ دسامبر ۱۹۴۹) مربی فوتبال اهل کرواسی است.
از باشگاه‌هایی که در آن بازی کرده‌است می‌توان به هامبورگ، هایدوک اسپلیتاشاره کرد.
وی همچنین در Yugoslavia U21 Yugoslavia بازی کرده‌است.